# Света Богородица Атинска
Църквата „Света Богородица Атинска“ (на гръцки: Παναγία η Αθηνιώτισσα) е в продължение на хилядолетие символа на християнството и християнизацията на Гърция. Намирала се е в Партенона на Акропола на Атина.

## История
Не е известно кога Партенонът е превърнат в християнски храм, като е служел за притвор на църквата. Обикновено това събитие се датира по времето на император Юстиниан Велики. От края на VI век нататък около храма започват да се погребват духовници, епископи и др. При разкопки, проведени през 1836 г., са открити много паметници на християнско гробище и мраморен надпис "на най-святата църква на Атина", както и медни монети сечени по времето на императорите Юстиниан и Юстин II, както и някои златни монети сечени по времето на император Тиберий II от Тракия. През 946 г. Свети Лука Еладски, като дете се моли в храма на Богородица на Акропола и остава в Атина като монах. Историята предава, че Свети Никон Метаноит през 980 г. по време на посещението си в Атина се качва на Акропола и проповядва в този храм. 
След победите си срещу българите и завладяването на България с капитулацията на Копринища и убийството на Сермон, император Василий Българоубиец специално се отправя на триумфален поход към Атина през 1019 г., за поклон на Богородица, като обдарява църквата със скъпоценни дарове. 
След завладяването на Атина от латините, църквата е превзета и превърната в католическа църква под името „Санта Мария ди Атене“. Накрая става джамия.
В дълбочината на свода ѝ, в средата на полукръглата площадка, се издигал мраморният епископски трон на Атина. На южния склон на Акропола, над театъра на Дионис се е намирала още една църква посветена на Богородица – „Света Богородица Пещерна“.